# Васютинский, Алексей Макарович
Алексей Макарьевич (Макарович) Васютинский (2 [14] июня 1877, Чернигов — 27 июня 1947, Москва) — русский и советский историк, профессор исторического факультета МГУ, педагог, специалист по всеобщей истории, истории Европы нового времени, истории Франции (включая период Наполеоновских войн), истории масонства.

## Биография
Родился 2 (14) июня 1877 года в Чернигове. Отец — действительный статский советник, возглавлявший инспекцию духовных училищ Северной Малороссии, Макарий Михайлович Васютинский (1849—1916), по чину получил право на потомственное дворянство.
Алексей Васютинский, учившийся с 1886 года в Черниговской гимназии, окончил её в 1895 году с золотой медалью. В 1899 году окончил историко-филологический факультет Московского университета, где его учителями были В. И. Герье, В. К. Ключевский, Р. Ю. Виппер и П. Г. Виноградов. Написанное им «медальное» сочинение на тему «Германская реформация» получило почётный отзыв.
В 1899 году, за участие во всеобщей студенческой забастовке, был выслан из Москвы в Чернигов на два года под надзор полиции, но, по ходатайству профессора Герье, получил разрешение на сдачу экзаменов экстерном. В 1902 году вернулся в Москву и защитил магистерский экзамен по всеобщей истории. После окончания университета профессиональная деятельность Васютинского была связана с Москвой, где он преподавал в средних и высших учебных заведениях.
За участие в октябре-декабре 1905 года в забастовочном движении опять состоял под следствием. В том же году был уволен из Набилковского коммерческого училища за речь на выпускном вечере, в которой напутствовал студентов претворять в жизнь свободолюбивые юношеские идеалы.
После октябрьского переворота 1917 года предложил свои профессиональные услуги Наркомпросу и в 1918 году стал одним из основателей первого нового университета, открытого в советский период — Смоленского государственного университета.
Вплотную занимаясь преподаванием, на протяжении всех лет не оставлял занятий наукой. Отличался широким кругом научных интересов в диапазоне от истории Древнего Востока до истории стран Западной Европы. Был одним из ведущих специалистов по истории Франции нового времени, в том числе наполеоновской империи, исследователем масонства. Владел более чем двадцатью иностранными языками. В 1908 году изучал первоисточники в библиотеках и архивах Парижа.
Активно сотрудничал с издательствами «Задруга» и «Товарищество И. Д. Сытина» в качестве автора и члена редколлегий. Принял участие в составлении масштабного сборника «Отечественная война и Русское общество 1812 года», изданном в юбилейном году. Совместно с А. К. Дживелеговым составил трехтомник мемуарных свидетельств иностранцев о событиях 1812 года. Систематически публиковал статьи в журнале «Голос минувшего», который выходил в издательстве «Задруга» в 1913—1923 годах, где освещал тематику русской истории и литературы с либеральных позиций.
В советские годы писал статьи для первой Большой советской энциклопедии (1926—1947). В журнале «Историк-марксист» регулярно печатал рецензии, статьи, обзоры иностранных периодических изданий. С момента основания в 1930-м году Московского библиотечного института имени В. М. Молотова (ныне МГУКИ) вплоть до своей смерти был ведущим профессором на кафедре всеобщей истории. После возвращения из эвакуации в 1943 году студентов Московского университета (МГУ), руководил семинарами на историческом факультете.
В годы Великой Отечественной войны не покидал Москвы, включившись в лекторскую работу в войсках московского гарнизона, где читал лекции на историко-патриотические темы: «Суворовская наука побеждать», «Кутузов и Наполеон», «Исторические битвы за Москву» и другие. Уже в 1942 году вместе с коллегами-историками ездил с лекциями на фронт. Всего им было прочитано 300 лекций, за что получил благодарности от воинских частей.
Скончался 27 июня 1947 года и был похоронен на Новодевичьем кладбище в Москве.

## Оценки
Исключительным учителем был преподаватель истории Алексей Макарович Васютинский, впоследствии профессор, заслуженный деятель науки. Красивый, с чёрной бородой, с ласковой улыбкой на подвижном лице, Алексей Макарович выделялся среди всех учителей тем, что он по-своему излагал в своем рассказе учебный материал. Он так насыщал свой рассказ образами, воссоздавая перед нами исторические события, что никогда не мог уложиться в учебный час. Он давал лишь часть задаваемого урока, но зато как давал! Алексей Макарович не говорил нам того, что есть в учебнике, но строил рассказ всегда подробно, полно, захватывающе интересно. Мало того, он не только рекомендовал нам для прочтения на дому книги, но приносил их с собой, оставляя их для прочтения. Разговаривал он с нами вполне свободно, подчеркивая, что видит в нас будущих граждан. Мы очень любили его.
— А. Ф. Родин. Из минувшего. Москва, «Просвещение», 1965. Сс 31-32

Администрация института (Московского библиотечного института) ориентировалась на ученых с именами… Кое-кто из них обрел свое научное имя и авторитет популярнейших педагогов ещё до 1917 года. Среди таких ветеранов особенно колоритна фигура Алексея Макаровича Васютинского. Среднего роста, в когда-то дорогой, видавшей виды чёрной шубе, седовласый, с менделеевской окладистой бородой, ниспадавшей на широкую грудь, он красив, импозантен. За ум, интеллигентность и безбрежную эрудицию, за доброту и талант демократично общаться со студентами, словно равными, его любили на всех факультетах. Входя в аудиторию, Алексей Макарович вынимал из кармана мятую тонюсенькую брошюрку — программу курса, молниеносно близоруко в неё всматривался и, произнося свое неизменное „Мало-помалу пойдем дальше“, начинал 90-минутную лекцию. Его лекции увлекали и завораживали. В перерывах его окружала молодежь: интерес к теме, эрудиция лектора побуждали к дополнительным вопроса.
— Б. Н. Бачалдин. Фрагменты памяти. Москва:, Пашков дом, 2006. Сс 47

По русской истории лекции читал Александр Михайлович Васютинский. Он как-то сразу вызывал к себе симпатию. Небольшого роста, в очках, подвижный, с взъерошенными волосами, не очень обращающий внимание на свою внешность, держался просто. Его предмет увлекал. Говорил он образно, события истории проходили, волнуя, характеры его героев очерчивались выпукло. Случалось, в классе отсутствовали ученицы: у нас их было три. Тогда Васютинский приоткрывал завесу дворцовых кулис, как приходили и уходили цари. В последние годы перед началом лекций доставал из кармана газету и кое-что читал с комментариями для нас. С. Голоушев и А. Васютинский были преподавателями революционных убеждений, и в то тревожное время вокруг себя всегда группировали студентов, и где только можно, читали студентам газеты, посвящали их в последние события жизни.
— З. Н. Быков. Воспоминания.

## Награды
- Заслуженный деятель науки РСФСР.
- Орден Трудового Красного Знамени.
- Медаль «За доблестный труд в Великой Отечественной войне 1941—1945 гг.».

## Места работы
- Женская Елизаветинская гимназия при Доме воспитания для детей-сирот воинов, погибших в русско-турецкой войне 1877—1878 гг..
- Набилковское коммерческое училище.
- Московские высшие женские курсы.
- Императорское центральное художественно-промышленное училище имени С. Г. Строганова.
- Московский городской народный университет имени А. Л. Шанявского.
- Смоленский государственный университет — один из отцов-основателей университета[4].
- Коммунистический университет трудящихся Востока имени И. В. Сталина.
- Университет трудящихся Китая имени Сунь Ятсена
- Коммунистический университет имени Я. М. Свердлова.
- Факультет общественных наук МГУ.
- Государственный институт журналистики.
- Исторический факультет 2-го МГУ — председатель словесно-исторического (1922—1923), социально-экономического (1923—1924), общественно-экономического (1924—1926) отделений.
- Московский педагогический институт имени В. И. Ленина.
- Московский государственный библиотечный институт имени В. М. Молотова (ныне — МГУКИ).
- Историко-архивный институт.
- исторический факультет МГУ.

## Семья
Жена: Вера Ивановна, урождённая Василенко (1877—1955). Дети:
- Вадим (1898—1950), историк, доктор исторических наук, профессор, специалист по истории Англии и Шотландии.
- Глеб (1903—1971), подполковник, поэт, литератор .
- Алла (1906—1986), инженер.

## Галерея

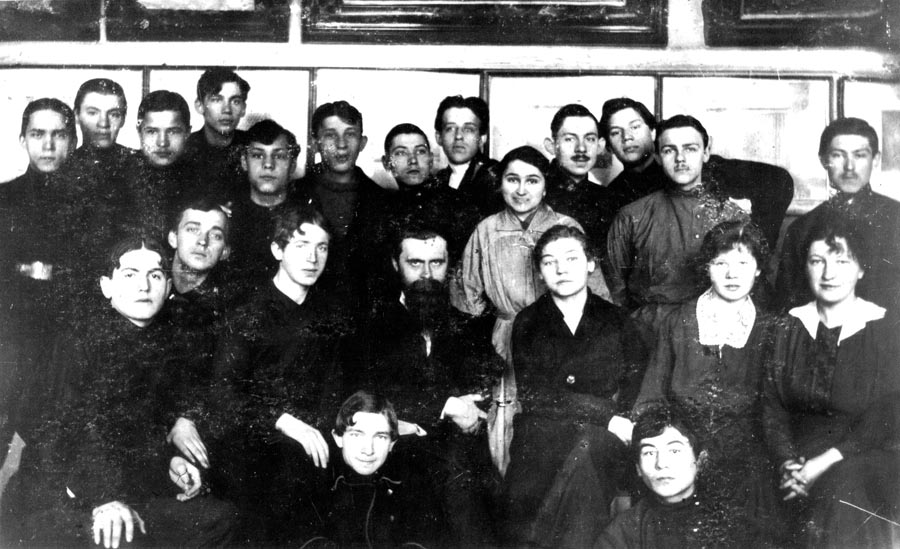
Профессор Васютинский с учениками 5-го класса Строгановского художественно-промышленного училища. 1910-е гг.
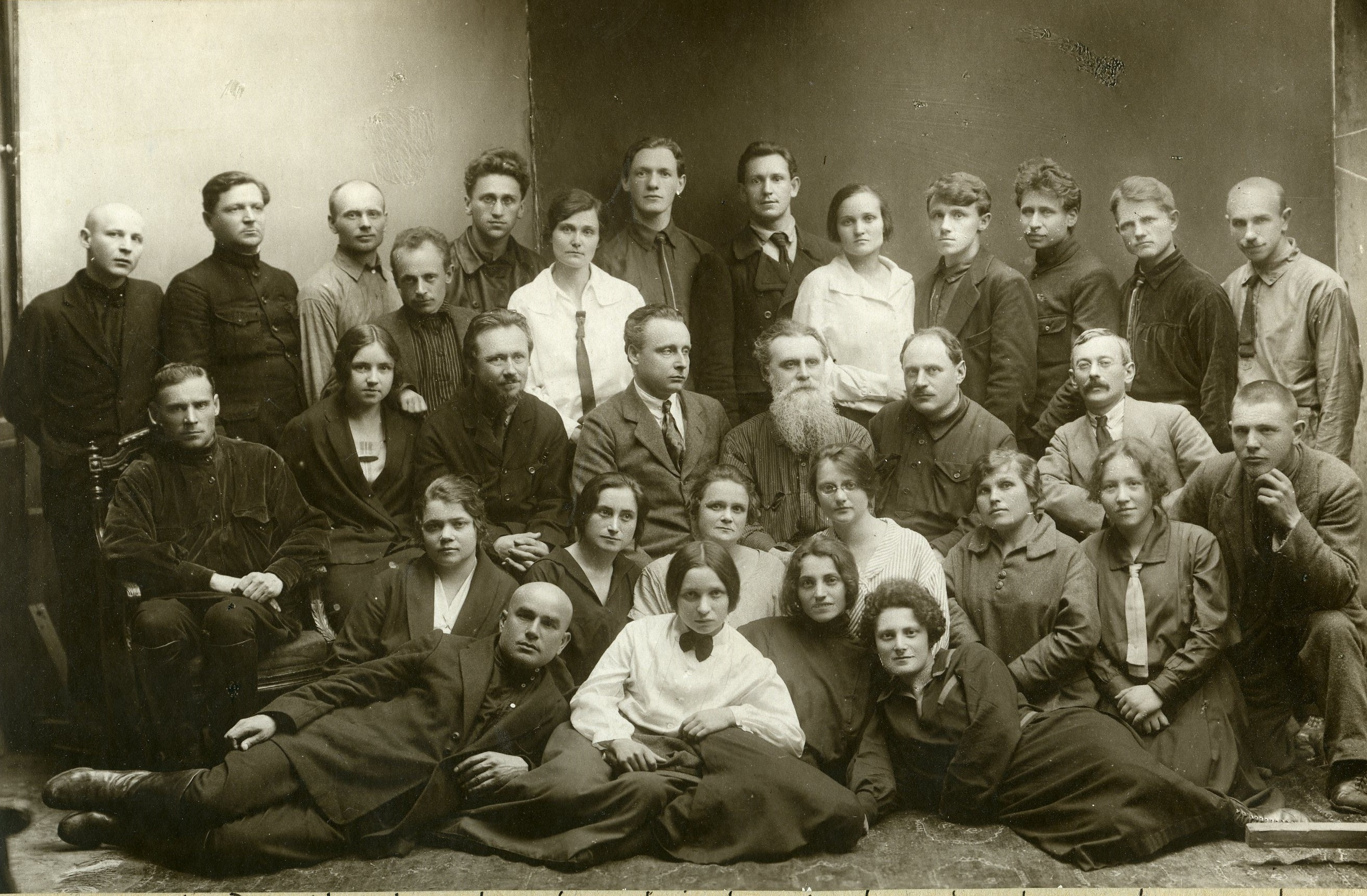
А. М. Васютинский с коллегами среди студентов 1-го выпуска (1925 г.) Общественно-экономического отделения Педагогического факультета 2-го МГУ.